# On arrête quand ?
Pour plus de détails, voir Fiche technique et Distribution.
On arrête quand ? (Are We Done Yet? en VO et Quand est-ce qu'on arrête? au Québec) est un film américain de Steve Carr, sorti en 2007. C'est à la fois un remake, de Un million clé en main, et la suite de On arrive quand ?.

## Synopsis
Nick Persons (Ice Cube) veut déménager de son studio, qu'il habite avec sa femme (Nia Long), ses deux enfants et son chien Coco. Ils découvrent alors une vaste maison, vendue par un étrange homme nommé Chuck Mitchell Jr. (John C. McGinley), aux qualités nombreuses (jardin, terrasse, etc.).
Mais ce qu'ils ne savent pas, c'est que bien des choses sont à faire dans cette maison.

## Fiche technique
- Titre original : Are We Done Yet?
- Titre français : On arrête quand?
- Titre québécois : Quand est-ce qu'on arrête?
- Réalisation : Steve Carr
- Scénario : Hank Nelken, d'après les personnages créés par Steven Gary Banks et Claudia Grazioso et le scénario de Un million clé en main par Norman Panama et Melvin Frank
- Direction artistique : Kelvin Humenny
- Directeur de la photographie : Jack Green
- Création des décors : Nina Ruscio
- Musique : Teddy Castellucci
- Montage : Craig Herring
- Maquillages : Yvonne Connor
- Costumes : Jori Woodman
- Décorateurs de plateau : Peter Lando
- Casting : Susan Taylor Brouse et Lynne Carrow
- Effets spéciaux : Dennis Briest et James G. Fisher
- Producteurs exécutifs : Steve Carr, Derek Dauchy, Aaron Ray, Heidi Santelli et Neil Machlis
- Producteurs : Ted Hartley, Ice Cube, Matt Alvarez et Todd Garner
- Associé producteur : Ronald G. Muhammad
- Production : Revolution Studios, RKO Pictures et Cube Vision
- Distributeur : Columbia Pictures
- Pays de production :  États-Unis
- Langue : anglais
- Durée : 92 minutes
- Genre : comédie burlesque, film familial
- Dates de sortie :
  - États-Unis, Canada, Belgique, France : 4 avril 2007
- Dates de sortie en DVD : 21 août 2007
- Dates de sortie en Blu-ray : 21 août 2007

## Distribution
- Ice Cube (VF : Lucien Jean-Baptiste ; VQ : Gilbert Lachance): Nick Persons
- Nia Long (VF : Geraldine Asselin ; VQ : Hélène Mondoux): Suzanne Persons
- John C. McGinley (VF : Hervé Jolly ; VQ : Jean-Luc Montminy): Chuck Mitchell Jr.
- Aleisha Allen (VQ : Catherine Brunet): Lindsey Persons
- Philip Daniel Bolden (VQ : François-Nicolas Dolan): Kevin Persons